# حدث (بعبدا)
حدث  هي إحدى القرى اللبنانية من قرى قضاء بعبدا في محافظة جبل لبنان.

## أعلام
- إدوارد معلوف
- دينا عازار
- أحمد فارس الشدياق
- فؤاد جرجس الخوري
- عصام خوري